# Mandelbachtal
Mandelbachtal is een gemeente in de Duitse deelstaat Saarland, en maakt deel uit van de Saarpfalz-Kreis.
Mandelbachtal telt 10.513 inwoners.

## Plaatsen in de gemeente Mandelbachtal
- Bebelsheim
- Bliesmengen-Bolchen
- Erfweiler-Ehlingen
- Habkirchen
- Heckendalheim
- Ommersheim
- Ormesheim
- Wittersheim

## Afbeeldingen

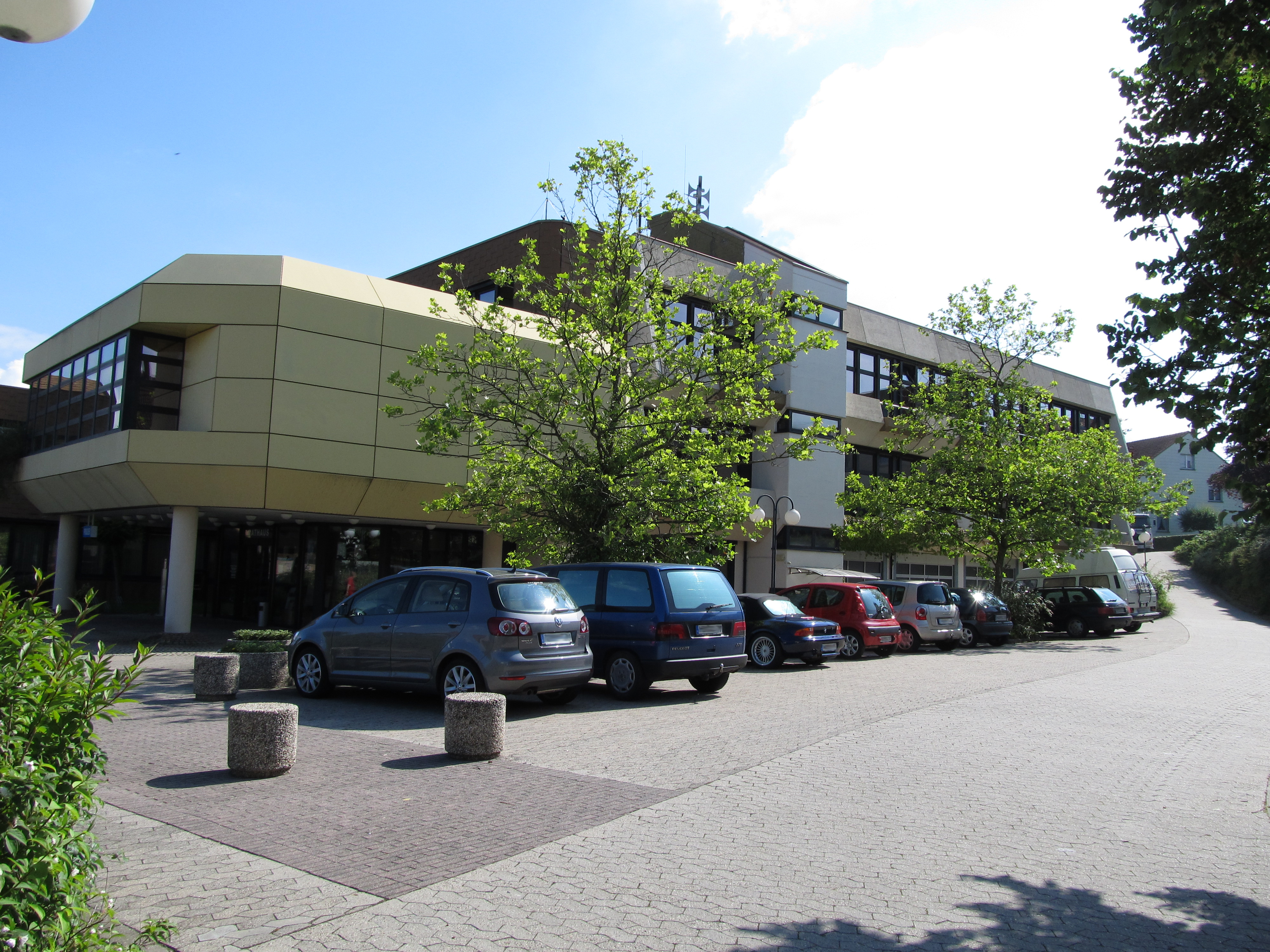
Gemeentehuis in Ormesheim
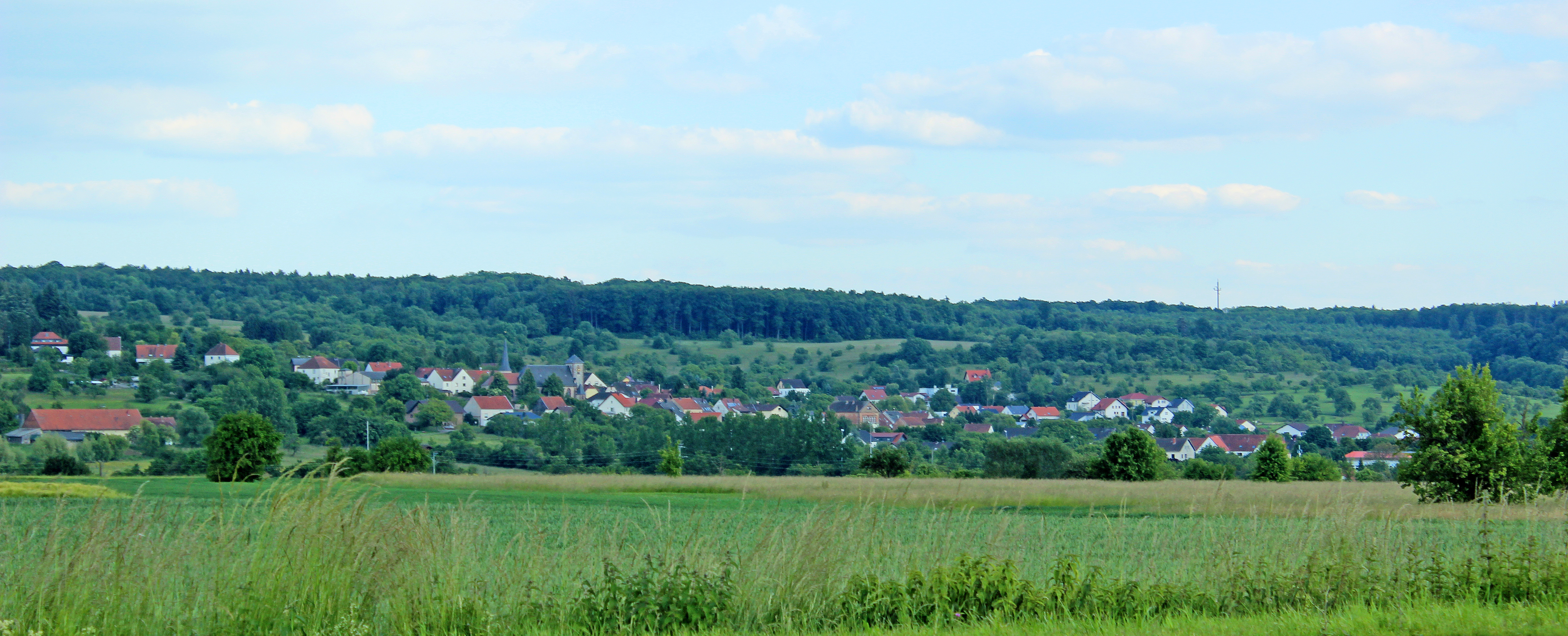
Gezicht op Erfweiler-Ehlingen
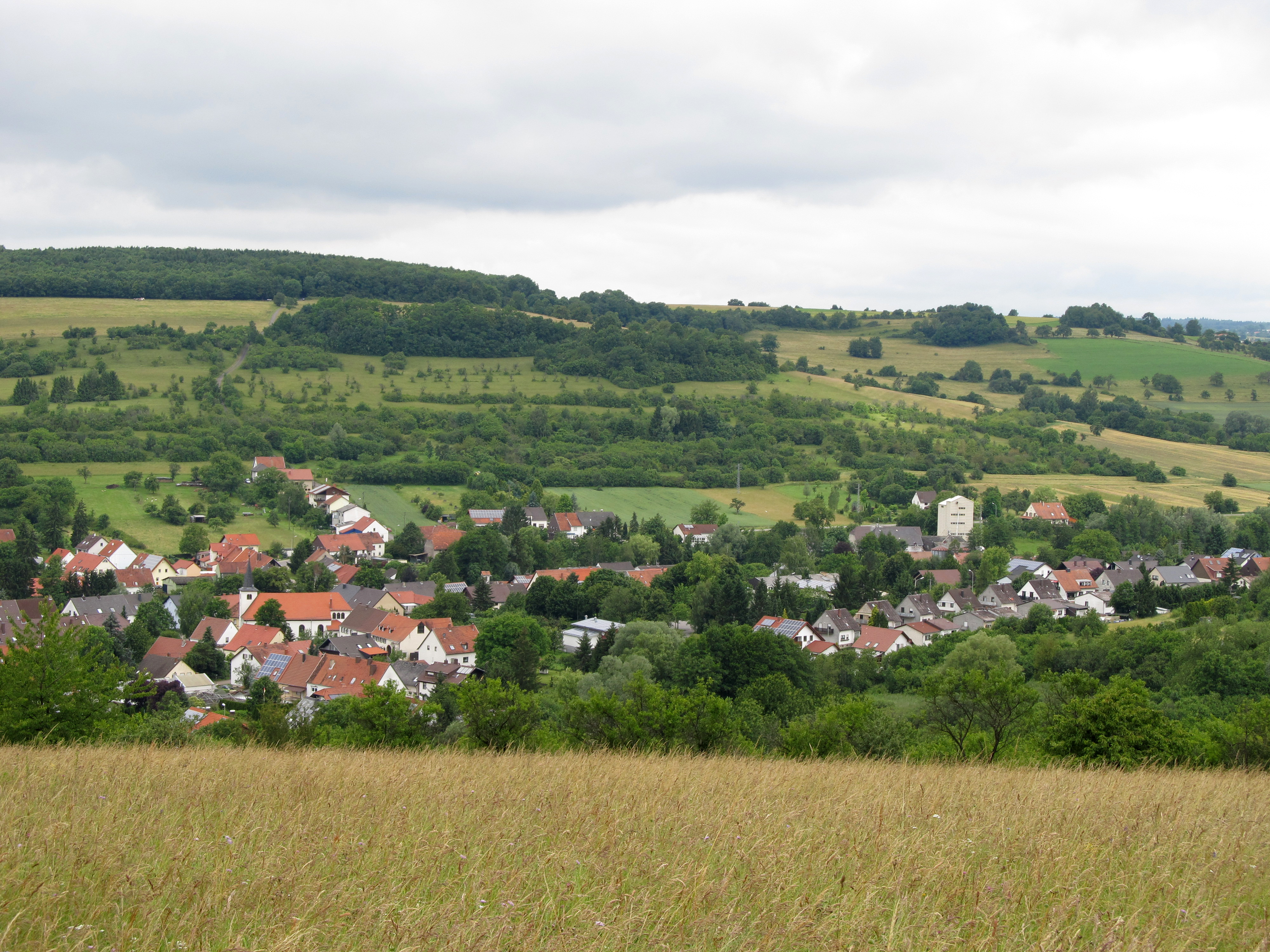
Gezicht op Wittersheim

Bexbach · Blieskastel · Gersheim · Homburg · Kirkel · Mandelbachtal · Sankt Ingbert